# Clintonia borealis
Clintonia borealis là một loài thực vật có hoa trong họ Măng tây. Loài này được (Sol.) Raf. mô tả khoa học đầu tiên năm 1832.

## Hình ảnh

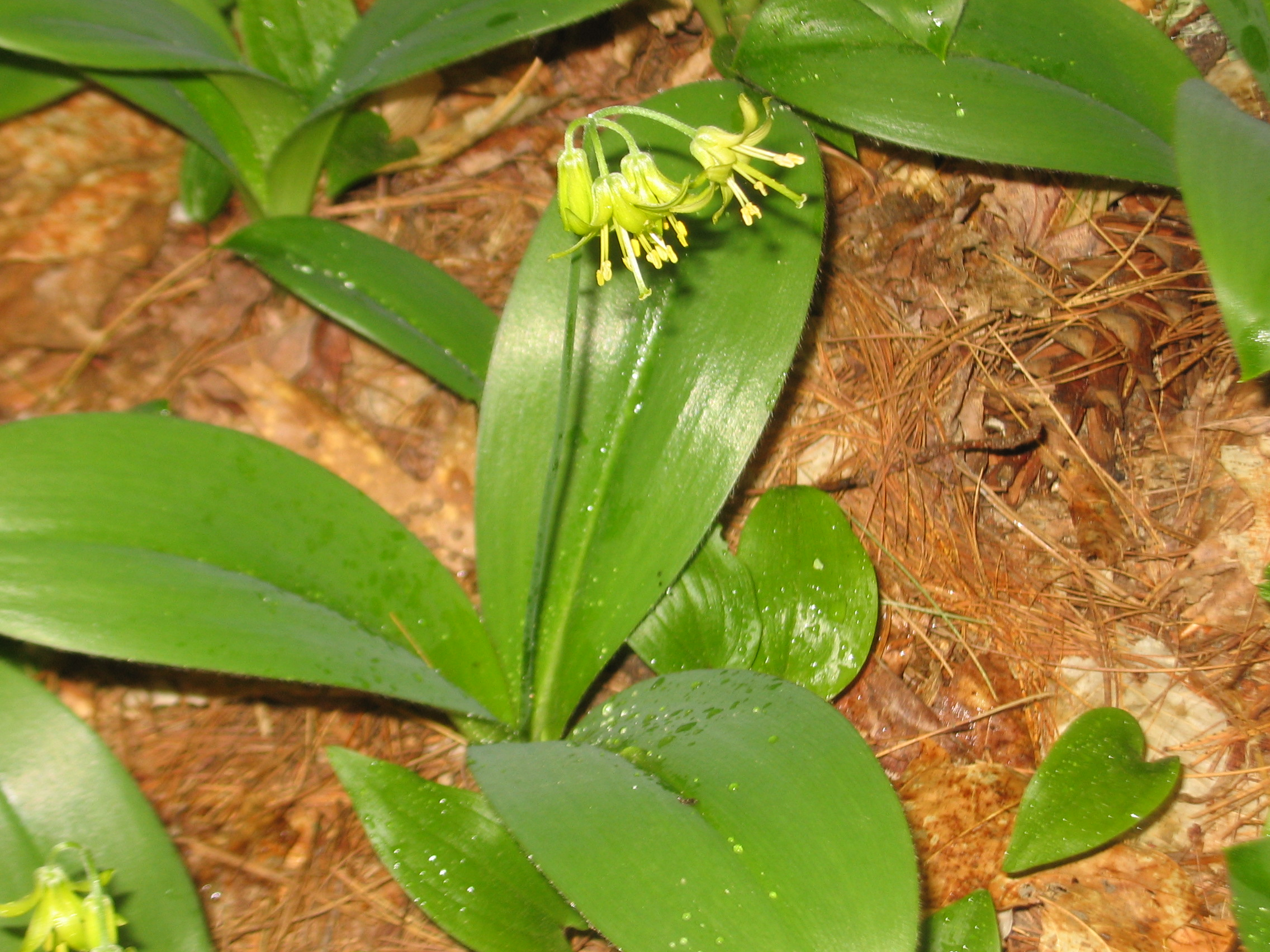
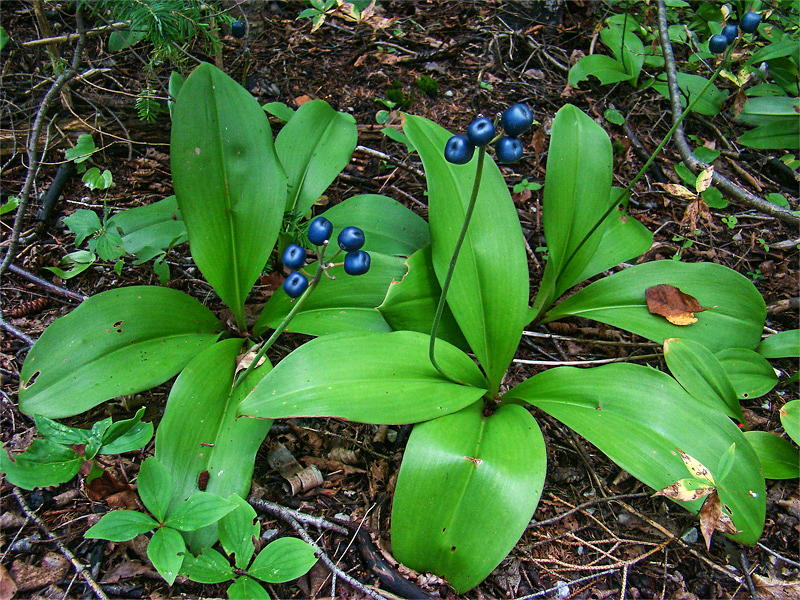
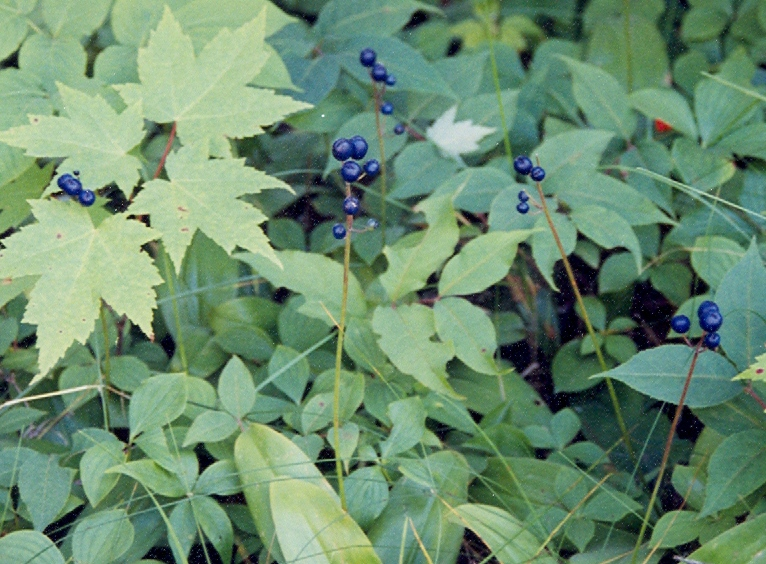
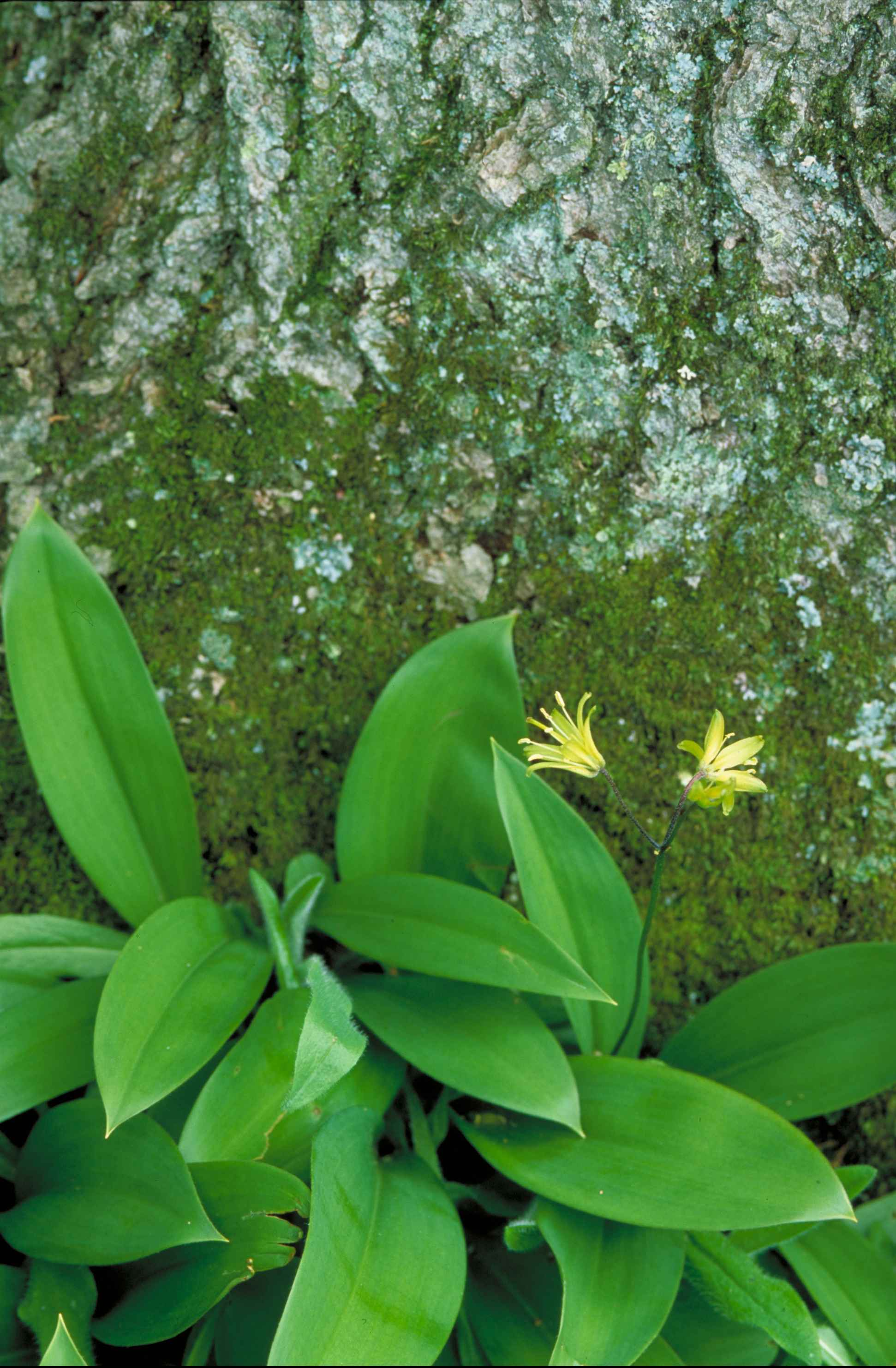